# عینبال
عینبال (به عربی: عينبال) یک منطقهٔ مسکونی در لبنان است که در شهرستان شوف واقع شده‌است.
 عینبال ۳٫۶ کیلومتر مربع مساحت و ۱٬۸۱۳ نفر جمعیت دارد و ۸۵۰ متر بالاتر از سطح دریا واقع شده‌است.